# Claire Vautier
Claire Vautier (* 5. September 1999 in Condé-sur-l’Escaut) ist eine französische Handballspielerin.

## Karriere

### Im Verein
Claire Vautier spielte zunächst für Saint-Amand Handball. 2020 wurde sie zur besten Spielerin der 2. Liga gewählt und wechselte zu JdA Dijon HB.

### In Auswahlmannschaften
Mit der französischen Juniorinnen-Nationalmannschaft gewann sie die Gold-Medaille bei der U19-Europameisterschaft 2017. Sie steht im Aufgebot der A-Nationalmannschaft und erzielte bisher drei Tore in 5 Spielen.